# الانتخابات التشريعية السورية 1977
الانتخابات التشريعية في سورية والتي أجريت في 1و2 آب 1977، وهي ثاني انتخابات تشريعية تمت في ظل الجمهورية الثانية وحكم البعث وتبوأ حافظ الأسد منصب الرئاسة. أفضت كسابقتها إلى فوز حزب البعث العربي الاشتراكي بنحو ثلثي مقاعد البرلمان في حين شغلت أحزاب يسارية عمومًا مع مستقلين الثلث الباقي.

## النتائج
| الحزب                  | الأصوات | % | المقاعد |
| ---------------------- | ------- | - | ------- |
| حزب البعث              |         |   | 125     |
| مستقلين                |         |   | 46      |
| حزب الاتحاد الاشتراكي  |         |   | 10      |
| الحزب الشيوعي السوري   |         |   | 8       |
| حركة الاشتراكيين العرب |         |   | 3       |
| الوحدويون الاشتراكيون  |         |   | 3       |
| المجموع                |         |   | 195     |